# Andrea Catenazzi

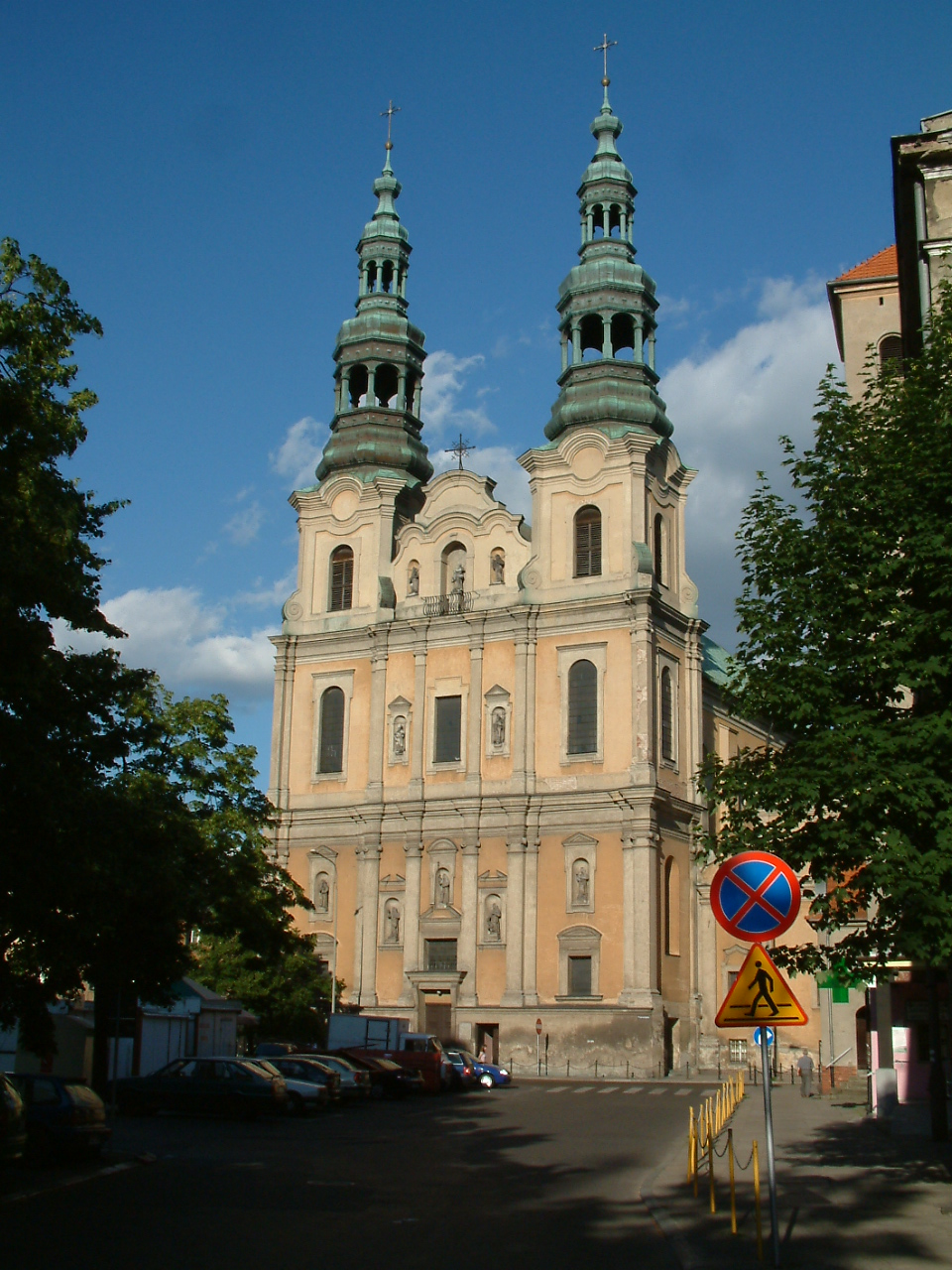
Kościół bernardynów w Poznaniu

Andrea Catenazzi (pl. Andrzej Catenazzi) (ur. ok. 1640 w Morbio Inferiore k. Mendrisio, kanton Tessyn, zm. po 1701) – architekt pochodzący z dzisiejszej Szwajcarii działający na terenie Wielkopolski.

## Życiorys
Urodził się jako syn Giovanniego i Susanny. W 1661 lub 1662 przybył do Poznania wraz z bratem Jerzym. Rozpoczęli tu pracę jako czeladnicy u Krzysztofa Bonadury Starszego przy budowie kościoła bernardynów. Następnie prawdopodobnie współpracował z bratem przy projektowaniu nawy tegoż kościoła, jemu osobiście zaś przypisuje się stiuki w prezbiterium. W Poznaniu pracował jeszcze w maju 1665, lecz w tym samym roku pojawia się w północnych Niemczech oraz Czechach. W 1676 powrócił do Polski, gdzie rozpoczął prace nad kościołem filipinów na Świętej Górze koło Gostynia. Projekt początkowo wzorowany był na kościele jezuickim w Krakowie a następnie prace prowadzono według projektu Baltazara Longheny. Liczne odstępstwa od projektu przypisywane są właśnie Catenazziemu. Ostatnia wzmianka o architekcie pochodzi z 1701 z Gostynia.
Problemy w odtworzeniem życiorysu i listy prac Andrzeja Catenazziego sprawia równoległe pojawianie się w Wielkopolsce w 1681, a w samym Gostyniu w 1690, Andrzeja Catenazziego, syna Karola, który być może jest tożsamy z Andrzejem synem Jana.